# Girolamo Giovinazzo
Girolamo Giovinazzo (Roma, 10 de septiembre de 1968) es un deportista italiano que compitió en judo.
Participó en dos Juegos Olímpicos, obteniendo una medalla en cada edición: plata en Atlanta 1996 y bronce en Sídney 2000. Ganó seis medallas en el Campeonato Europeo de Judo entre los años 1994 y 2000.

## Palmarés internacional
| Juegos Olímpicos   | Juegos Olímpicos         | Juegos Olímpicos  | Juegos Olímpicos |
| Año                | Lugar                    | Medalla           | Categoría        |
| ------------------ | ------------------------ | ----------------- | ---------------- |
| 1996               | Atlanta (Estados Unidos) | Medalla de plata  | –60 kg           |
| 2000               | Sídney (Australia)       | Medalla de bronce | –66 kg           |
| Campeonato Europeo |                          |                   |                  |
| Año                | Lugar                    | Medalla           | Categoría        |
| 1994               | Gdańsk (Polonia)         | Medalla de oro    | –60 kg           |
| 1995               | Birmingham (Reino Unido) | Medalla de bronce | –60 kg           |
| 1996               | La Haya (Países Bajos)   | Medalla de bronce | –60 kg           |
| 1997               | Ostende (Bélgica)        | Medalla de bronce | –60 kg           |
| 1999               | Bratislava (Eslovaquia)  | Medalla de plata  | –66 kg           |
| 2000               | Breslavia (Polonia)      | Medalla de bronce | –66 kg           |